# Terminologia brydżowa
Poniżej przedstawiono terminologię specyficzną dla brydża:

## Acol
[czyt.: akol] Popularne określenie na otwarcie 2♣ pokazujące silną kartę, najczęściej forsujące do końcówki, wywodzi się z angielskiego systemu licytacyjnego o tej samej nazwie.

## Alert
Zwrócenie uwagi przeciwników na odzywkę mającą inne znaczenie niż spodziewana. W grze bez zasłon robi to partner osoby dającej odzywkę, w grze z zasłonami obaj zawodnicy (niezależnie od siebie, nie widzą się oni nawzajem). Możliwe jest także alertowanie za pomocą puknięcia w stolik albo pokazania specjalnej tabliczki. Według obowiązującego w Polsce prawa PZBS, odzywki na poziomie 4 i wyższym nie wymagają alertowania, z wyjątkiem konwencyjnych otwarć kolorowych. W grze z zasłonami alertuje się na każdej wysokości.

## ANTI
Konwencja licytacyjna, jedna z wielu form obrony po otwarciu przeciwnika 1 bez atu (1BA)

## Atut
Pojedyncza karta w danym kolorze atutowym.

## Bez atu
Odzywka oznaczająca chęć gry bez koloru atutowego.

## Bez (jednej, dwóch itd...)
Wzięcie w trakcie rozgrywki mniejszej liczby lew niż zadeklarowanej w trakcie licytacji.

## Bilans
Sposób obliczania najbardziej prawdopodobnej liczby możliwych do wzięcia lew w rozdaniu na podstawie siły honorowej oraz wartości układowych.

## Blef
Odzywka, której celem jest wprowadzenie przeciwnika w błąd (np. zalicytowanie koloru, w którym posiada się mało kart). Warunkiem koniecznym legalnego blefu jest jednoczesne wprowadzenie w błąd partnera - w innym przypadku jest to surowo karana przepisami zmowa, lub ukrycie specjalnych ustaleń.

## Blok
Otwarcie licytacji lub wejście (zwane również wejściem blokującym) jednego z graczy do licytacji na wysokim szczeblu, dzięki czemu zmniejszona zostaje przestrzeń licytacyjna przeciwników (np. w celu uniemożliwienia przeciwnikom wylicytowania optymalnego kontraktu).

## Blotka
Karta o niskiej wartości od 2 do 9. Rozróżnić dodatkowo można wysokie (8, 9) i niskie blotki (pozostałe).

## Demarka
Przeciwieństwo marki. Dołożenie do lewy karty, która będzie zniechęcała partnera do zagrania w dany kolor.

## Długość
Liczba kart w danym kolorze. Długość może oznaczać całkowitą liczbę kart lub też liczbę kart danego koloru posiadaną przez gracza.

## Dubleton
Dubleton lub dubel to posiadanie w danym kolorze dokładnie dwóch kart.

## Dwukolorówka
Ręka, zawierająca dwa longery (ręka dwukolorowa). W praktyce o dwukolorówce mówi się przy układzie co najmniej 5-4; tak samo mówi się o konwencjach licytacyjnych, za pomocą których wskazywane są ręce dwukolorowe.

## Dziadek
Partner rozgrywającego, osoba ta wykłada po wiście karty na stół i od tego czasu są one rozgrywane przez partnera dziadka. Dziadek nie ma prawa komentowania gry ani sugerowania zagrań partnerowi. Dziadek według prawa brydżowego może jednak starać się zapobiec popełnieniu nieprawidłowości przez rozgrywającego (np. fałszywy renons).

## En passant
czyt. [aN`pæsa:N] (j. ang., fr. mimochodem)
1. Odzywka wtrącona, zalicytowana "po drodze", najczęściej wskazująca jedynie zatrzymanie w kolorze licytowanym.
2. coup en passant, "przebitka en passant", manewr rozgrywkowy polegający na zagraniu karty do przebitki atutem niższym niż znajdujący się w ręce przeciwnika ale leżącym za ręką przeciwnika.

## Fałszywy renons
Dołożenie karty w innym kolorze pomimo posiadania karty w kolorze wyjścia. Zagranie to jest niedozwolone.

## Figura
Karta o wartości wyższej niż dziesiątka.
Figurami są as, król, dama i walet.

## Fit
Uzupełnienie w kolorze licytowanym partnera. Najczęściej przez fit rozumie się kolor takiej długości, że suma kart licytującego i partnera w tym kolorze wynosi minimum osiem (uzupełnienie do siedmiu kart nazywane jest słabym fitem). Patrz też: misfit.

## Forsing
Odzywka na którą nie należy pasować zgodnie z ustaleniami licytacyjnymi danej pary.

## Forsing do dogranej (GF)
Odzywka, po której zgodnie z ustaleniami licytacyjnymi danej pary nie można zakończyć licytacji poniżej dogranej (stąd nazwa angielska "game forcing").

## Forta
Karta, pozostająca po zgraniu starszych kart danego koloru, która zagrana, weźmie lewę.

## Groźba
Karta, bądź kilka kart, w kolorze, w którym zatrzymanie posiada przeciwnik. Karta ta po doprowadzeniu do przymusu może stać się lewą jeżeli przeciwnik zostanie zmuszony od odrzucenia zatrzymania.

## Honor
Pięć kart o najwyższych wartościach: A,K,D,W,10.

## Ilościówka
Sygnał wistowy, zrzutka ilościowa, wskazująca liczbę kart w danym kolorze.

## IMP
International Match Points – jeden ze sposobów obliczania wyników w brydżu porównawczym, zobacz brydż sportowy.

## Impas
Manewr w trakcie rozgrywki polegający na założeniu wysokiej karty u jednego z przeciwników i taki sposób rozegrania, aby karta ta została zabita przez wyższą posiadaną przez nas.

## Inwit
Odzywka mająca na celu zachęcenie partnera do wyższej licytacji (np. do szlemika, lub szlema). Z ang. invite – zapraszać.

## Journalist
Alfabet sygnałów wistowych, opracowany przez zespół redakcyjny "Bridge Journal".

## Karny pas
Pas po kontrze wywoławczej lub negatywnej partnera, wskazujący na długość w kolorze kontrowanym.

## Karta prowadząca
Karta, której zagranie doprowadza do przymusu.

## Kolor atutowy
Kolor, który został wybrany w trakcie licytacji jako kolor przebijający inne kolory, w sytuacji renonsu podczas dokładania do lewy.

## Kolor lukowy
Kolor, w którym potrzebne jest uzupełnienie w ręce partnera; najczęściej jest to kolor trzy- lub czterokartowy z jedną figurą lub bez figury.

## Kolor pełny
Kolor, w którym możemy oczekiwać, że nie oddamy lewy nawet przy renonsie w ręce partnera. Zazwyczaj nie powinien być słabszy niż AKDWxx.

## Kolor samodzielny
Kolor, w który można grać nawet przy renonsie w ręce partnera, może to być np. KDW10xx.

## Kolor
Trefl (♣), karo (♦), kier (♥) lub pik (♠).

## Kolor młodszy
Trefl (♣) lub karo (♦).

## Kolor starszy
Kier (♥) lub pik (♠).

## Kolor wyjścia
Kolor karty, która w danej lewie została położona jako pierwsza.

## Kombajn
Alfabet sygnałów wistowych, opracowany przez Łukasza Sławińskiego.

## Kontra
Zapowiedź, którą można dać w trakcie licytacji po kontrakcie zalicytowanym przez jednego z przeciwników. Jeżeli po kontrze nastąpią trzy pasy, zapis za dane rozdanie będzie odpowiednio wyższy niż bez kontry (zarówno punkty za wygraną, jak i kara za wpadkę). Kontra może być też zapowiedzią konwencyjną.

## Kontra atakująco-obronna
Kontra, najczęściej na końcówkę zalicytowaną przez przeciwników w licytacji dwustronnej, o znaczeniu: "partnerze, pasuj z wartościami, dobrymi przy grze przeciwników, a licytuj dalej z wartościami dobrymi do gry własnej".

## Kontra do wyboru
Kontra o znaczeniu "pasuj lub licytuj dalej", taka, którą partner powinien przyjąć, o ile jego ręka zawiera wartości defensywne, obiecane dotychczasową licytacją i nie zawiera wyraźnych wskazań do gry własnej, np. krótkości w kolorze skontrowanym.

## Kontra karna
Kontra o znaczeniu "zawsze pasuj", której partner nie powinien znosić z żadną kartą.

## Kontra Lightnera
Czyt. [kontra laɪtnera].
Kontra, najczęściej dawana na kontrakt szlemowy, żądająca od wychodzącego nietypowego wistu, najczęściej sygnalizująca przebitkę, bądź żądająca wistu w pierwszy kolor dziadka.

## Kontra negatywna
Kontra, licytowana przez odpowiadającego po wejściu pierwszego broniącego kolorem. Nie jest kontrą karną, nie przekazuje informacji o wartościach w kolorze wejścia, lecz o długości w pozostałych kolorach.

## Kontra objaśniająca
Kontra objaśniająca – brydżowa konwencja licytacyjna. Kontra po naturalnym otwarciu przeciwnika w pierwszym czytaniu jest rozumiana jako kontra wywoławcza. Późniejsza licytacja niezgłoszonego koloru oznacza silną rękę (18+ punktów) z długością w zgłoszonym kolorze. Nazwa objaśniająca pochodzi od późniejszego objaśnienia partnerowi, jakiego charakteru była to kontra.

## Kontra propozycyjna
Kontra o znaczeniu "raczej pasuj", wskazująca, że ręka skontrowanego jest wyraźnie ukierunkowana defensywnie i zawiera wartości przydatne przy grze przeciwników.

## Kontra sputnik
Odmiana kontry negatywnej – dana przez partnera otwierającego 1♣/♦ i wejściu przeciwnika 1♠, oznacza dokładnie cztery karty w ♥

## Kontra wistowa
Kontra, która sugeruje wist w dany kolor, może to być kolor kontrowany lub w pewnych przypadkach (np. kontra na Splintera) sugerująca wist w kolor boczny (kontra Rosenkrantza).  Odmianą kontry wistowej jest także Kontra Lightnera.

## Kontra wywoławcza
Kontra wskazująca pewną siłę honorową i możliwość gry w nie licytowanych kolorach, nie przekazująca żadnych informacji o kolorze skontrowanym.

## Kontrakt
Ostatnia odzywka kolorowa/bezatutowa w licytacji. Oznacza wysokość gry, którą trzeba rozegrać.

## Kontraktnaciągnięty
Kontrakt, do którego wygrania brakuje pokrycia bilansowego i do jego realizacji potrzebne jest zastanie sprzyjających układów bądź udanego impasu lub popełnienie błędu przez przeciwnika.

## Kontraktnadwyżkowy
Kontrakt, przy którym strona licytująca posiada więcej punktów honorowych, bądź lepszy układ, niż potrzeba z bilansu na realizację wylicytowanego kontraktu.

## Kontrpartner
Inaczej: przeciwnik.

## konwencja licytacyjna
Zbiór znaczeń, najczęściej umownych lub sztucznych, które przypisane są danej odzywce lub sekwencji odzywek pary graczy. Konwencjami są m.in. Blackwood i Stayman. Konwencje stosowane przez daną parę muszą być znane przeciwnikom.

## Konwencja wistowa
Zbiór ustaleń partnerów dotyczących karty zagrania. Umożliwia on legalne przekazywanie informacji partnerowi o posiadanej karcie. Konwencją wistową jest n. in. sygnał Lavinthala.

## Koronka
Posiadanie w danym kolorze czterech honorów (z pięciu: A,K,D,W,10). Dawniej specjalnie punktowana (w brydżu robrowym), obecnie znaczenie wyłącznie nieformalne.

## Korona
Posiadanie w danym kolorze wszystkich pięciu honorów. Dawniej specjalnie punktowana (w brydżu robrowym), obecnie znaczenie wyłącznie nieformalne.

## Krótki kolor
Najczęściej dubel albo singel.

## Książka (książeczka)
Wzięcie przez przeciwników (obrońców) takiej liczby lew, że oddanie kolejnej lewy oznaczałoby wpadkę.

## Lavinthal
Sygnał wistowy, zrzutka wskazująca w jakim kolorze znajdują się wartości w ręce obrońcy, bądź w jaki kolor chce on zagrania od partnera.

## Lavinthal odwrotny
Sygnał wistowy, wyjście wskazujące partnerowi kolor dojścia do dającego sygnał, bądź kolor zagrania w następnej lewie.

## Lewa
Lewa lub wziątka – cztery karty zebrane podczas rozgrywki.

## Lewy wygrywające
Lewy, których wzięcia możemy oczekiwać przy grze w dany kolor – np. kolor KDW10xxx to sześć lew wygrywających.

## LHO
Z ang. Left Hand Opponent – przeciwnik po lewej stronie rozgrywającego.

## Licytacja
Zobacz Licytacja (brydż)

## Licytacja dwustronna
Licytacja, w której biorą aktywny udział (odzywkami, różnymi od pasa) obie strony.

## Licytacja jednokierunkowa
Również  licytacja relayowa – licytacja, w której informacje przekazuje jeden z graczy, a drugi, zwany prowadzącym licytację – pyta, po czym wybiera kontrakt końcowy.

## Licytacja jednostronna
Licytacja, w której bierze aktywny udział tylko jedna strona, a druga cały czas pasuje.

## Longer
Kolor co najmniej czterokartowy (z j. ang. long – długi).

## Marka
Zrzutka jakościowa, zachęcająca do kontynuacji wistu w kolor, w którym jest dawana.

## Marka zastępcza
Zrzutka jakościowa, dawana w kolorze innym, niż kolor, którego informacja nią przekazywana dotyczy.

## Misfit
Brak uzupełnienia w kolorze licytowanym partnera (mniej niż 7 kart na obu rękach). Patrz też: fit.

## Nadróbka
Wzięcie większej liczby lew niż wynikałoby to z wylicytowanego kontraktu.

## Negat
Odzywka, niejednokrotnie sztuczna, wskazująca najsłabszą rękę, mieszczącą się w ramach dotychczasowej licytacji; stosowana najczęściej na pozycji sforsowanej.

## Niebezpieczny przeciwnik
Ten z obrońców, z którego pozycji zagranie w jeden z kolorów będzie niebezpieczne dla rozgrywającego.

## Odzywka
Zagranie dowolnego gracza w licytacji.

## Odzywka forsująca
Odzywka, po której partner nie może spasować, nawet jeśli nie ma dostatecznej liczby punktów. Przykładem jest pytanie o asy.

## Odzywka operacyjna
Odzywka, służąca jedynie podtrzymaniu licytacji, nie niosąca żadnych informacji dla partnera, bądź informację o charakterze ogólnym.

## Odzywka nieoperacyjna
Odzywka, nie przekazująca partnerowi żadnych informacji, służąca jedynie podtrzymaniu licytacji (np. relay) lub wynikająca z przyjętych ustaleń licytacyjnych (np. 3♣ po lebensohlu).

## Odzywka wznawiająca
Odzywka zapobiegająca zbyt wczesnemu wygaśnięciu licytacji (po kolejnych 2 pasach).

## One over one
[czyt. wʌn `euvə wʌn] Jeden na jeden – odpowiedź nowym kolorem na wysokości jednego. Zobacz też Two over one.

## Pas
Rezygnacja z aktywnej licytacji na tym etapie (dosłownie; nie mam nic do powiedzenia w tym momencie). Kolejno następujące po sobie trzy odzywki pas zamykają fazę licytacji, a poprzedzająca ją odzywka staje się ostatecznym uzgodnionym kontraktem.

## Parada
Rozgrywka, polegająca na wyimpasowaniu honoru atutowego, przy braku kart w kolorze impasu, przez podegranie kolorem bocznym.

## Partia
Uzyskanie 100 punktów "pod kreską" w grze robrowej.

## Pas forsujący
Pas, zobowiązujący partnera do wyższej licytacji lub skontrowania przeciwników, najczęściej stosowany jako zachęta do dalszej licytacji.

## Potwierdzenie wistu
Zasada rozgrywkowa określająca czy partner powinien zagrać w kolejnej lewie, kartą o tym samym kolorze co kolor wistu.

## Pozycja sforsowana
Sytuacja w licytacji, w której gracz, mający licytować, zgodnie z przyjętymi ustaleniami licytacyjnymi, bądź logika brydżową, nie może spasować.

## Półpreferencja kolorów starszych
Ustalenie licytacyjne, polegające na tym, że po otwarciu partnera 1 w kolor, z siłą odpowiedzi zapewniającą bilans na końcówkę i z układem 5+-4 (młodszy-starszy) licytujemy kolor młodszy a z siłą półpozytywną kolor starszy.

## Półzatrzymanie
Układ kart w ręce, który w połączeniu z drugim półzatrzymaniem daje zatrzymanie, np. są to Wxx i Dx; Dx i K.

## Prawo 2 i 3
Opracowana przez Culbertsona reguła, określająca wysokość otwarć zaporowych; według niej, otwierając na wysokości trzech lub czterech, posiadamy taka rękę, że bez pomocy partnera, przy przeciętnych układach, wpadniemy po partii nie więcej niż bez dwóch, a przed partią bez trzech.

## Prawo 11
Reguła, pozwalająca, po wyjściu z czwartej najlepszej, obliczyć, ile kart wyższych od karty wyjścia znajduje się poza ręką wychodzącego.

## Preferencja kolorów starszych
Ustalenie licytacyjne, polegające na tym, że po otwarciu partnera 1 w kolor, z siłą odpowiedzi co najmniej półpozytywnej, z układem czwórka starsza i dłuższy kolor młodszy, odpowiada się 1 w kolor starszy bez względu na posiadaną siłę.

## Przebitka
Zabicie karty przeciwnika, kartą koloru atutowego, dozwolone tylko w przypadku braku karty w kolorze wyjścia.

## Przepuszczenie
Podłożenie niższej karty do lewy w sytuacji posiadania wyższej, potencjalnie biorącej karty.

## Przeskok
Zgłoszenie w licytacji odzywki o co najmniej poziom wyżej niż dozwolony w licytacji w danym momencie (np. przeskokiem jest 1 trefl – 2 kier, gdyż licytujący mógłby równie dobrze zgłosić 1 kier). Przeskok ma na celu przekazanie informacji o długim kolorze, posiadanych punktach lub też ma znaczenie sztuczne (podwójny przeskok jest najczęściej Splinterem i uzgadnia licytowany kolor).

## Rebid
Druga odzywka. Jeśli nie zaznaczono inaczej, przez rebid rozumie się drugą odzywkę otwierającego.

## Redukcja lew
Oddanie lewy, bądź lew, mające na celu umożliwienie przeprowadzenia rozgrywki na przymus, do czego niezbędne jest posiadanie do wzięcia o jednej lewy mniej niż liczba kart w ręce.

## Reguła ograniczonego wyboru
Reguła logiczna pomocna w wyborze dalszego sposobu rozgrywania - wykonanie określonego zagrania przez obrońcę sugeruje, że nie miał on do wyboru równorzędnego zagrania alternatywnego.

## Rekontra
Zapowiedź w licytacji, odpowiedź na kontrę przeciwników. W podstawowym znaczeniu oznacza, że gracz zobowiązuje się wygrać zapowiedziany kontrakt mimo kontry przeciwnika. Premia za wygranie kontraktu z rekontrą jest odpowiednio wyższa. Rekontra jest również składnikiem konwencji, np. rekontra SOS, Blackwood lub cue bidów.

## Relay
Odzywka przejściowa, najczęściej pytanie o układ lub wartości. Przykładem takiej odzywki jest  2♣ w konwencji Stayman, lub 4 BA w konwencji Blackwood.

## Renons
Brak karty w danym kolorze.

## Rewers
Odzywka nieekonomiczna, dana w drugim okrążeniu licytacji w sytuacji, gdy licytujący wcześniej zgłosił kolor, przekraczająca kolor wcześniej zgłoszony na najniższym szczeblu, na jakim można go jeszcze powtórzyć. Rewers sygnalizuje zwykle dużą nadwyżkę siły w stosunku do minimum znaczenia poprzedniej odzywki.

## Ręka
Karty trzymane w ręce, w przeciwieństwie do kart leżących na stole w trakcie rozgrywki.

## RHO
Z ang. Right Hand Opponent, przeciwnik po prawej stronie rozgrywającego.

## Rober
Faza gry w brydża, która kończy się podsumowaniem punktów. Inaczej wygranie 2 partii przez jedną z par co kończy rozgrywkę.

## Rozkład
Sposób dystrybucji kart danego koloru na ręce.

## Rozgrywka wywiadowcza
Odłożenie rozegrania kluczowego koloru, do momentu, kiedy uzyskamy jak najwięcej informacji do odtworzenia układu rąk obrońców, co niejednokrotnie pozwala na znalezienie dodatkowych przesłanek co do sposobu rozegrania tego koloru.

## Sec
[czyt. sek] Określenie oznaczające brak blotek w danym kolorze przy parze określonych kart  honorów, np. AK sec to as z królem bez blotki. Często błędnie używane w określeniu do 3 honorów, np. DW10 sec jest określeniem niepoprawnym

## Sekwens
Trzy lub więcej kolejnych kart np. AKD, KDW, DW10.

## Sign off
[czyt. saɪn of] Odzywka nieforsująca, informująca partnera o braku jakichkolwiek nadwyżek, brak chęci dalszego podtrzymywania licytacji (z j. ang. sign off – wycofać się).

## Singel
Posiadanie dokładnie jednej karty w danym kolorze.

## Stół
Karty dziadka leżące na stole.

## Sygnał krakowski
Ustalenie wistowe, odmiana lavinthala, według którego przy zrzutce nie do koloru, zrzuca się kartę z koloru bezwartościowego, a jej wysokość sugeruje wartości w pozostałych kolorach: wysoka karta – w wyższym, niska – w niższym.

## Szlem
Kontrakt na poziomie 7.

## Szlemik
Kontrakt na poziomie 6.

## Sztuczna odzywka
Odzywka mająca inne znaczenie niż w naturalnym systemie licytacji (gdzie kolor i poziom odzywki oznacza wyłącznie chęć wzięcia określonej liczby lew w grze o wybranym kolorze atutowym).

## Trapping pas
Pas wciągający – pas, licytowany w sytuacji, gdy kontra nie byłaby kontrą karną, a miała znaczenie informacyjne (kontra wywoławcza, kontra negatywna). Licytujący trapping pas ma nadzieję, że przeciwnicy nie będą licytować dalej, a licytacja będzie wznowiona przez partnera kontrą, która zostanie ukarniona ponownym, tym razem karnym pasem

## Trzecia ręka
Dołożenie trzeciej karty do lewy lub też zalicytowanie odzywki po dwóch pasach (czyli partner otwierającego licytację (rozdającego), lub wistującego w danej lewie).

## Two over one
[czyt. tu: `euvə wʌn] Dwa na jeden – odpowiedź nowym kolorem na wysokości dwóch po otwarciu 1 w kolor, także nazwa popularnego w Ameryce systemu licytacyjnego 2/1.  Zobacz też One over one.

## Wist
Zagranie pierwszej karty rozpoczynające rozgrywkę.

## Wist naturalny
Alfabet sygnałów wistowych, jego zasadniczą cechą jest wychodzenie z sekwensów najstarszą kartą, a z blotek – najstarszą.

## Wist odmienny
Alfabet sygnałów wistowych, zgodnie z którym wyjście w figurę jest dokonywane według zasad wistu naturalnego, a w blotkę – odwrotnego.

## Wistodwrotny
Alfabet sygnałów wistowych, według którego z sekwensów honorowych wychodzi się drugą kartą od góry, a z blotek drugą, bądź czwartą najlepszą.

## Wpadka
Wzięcie mniejszej liczby lew niż zadeklarowana w licytacji.

## Wpustka
Sposób rozgrywki, polegający na zmuszeniu obrońcy do zagrania w sposób korzystny dla rozgrywającego, najczęściej polegający na oddaniu mu lewy w momencie, w którym nie posiada już kart, w które mógłby zagrać ("odejść") bezpiecznie.

## Wygaśnięcie licytacji
Zgłoszenie trzech kolejnych odzywek pas w licytacji, po dowolnej odzywce - co kończy tę licytację.

## Wypuszczenie
Umożliwienie przeciwnikom realizacji kontraktu, najczęściej poprzez nieuważne zagranie.

## Wywiad bezatutowy
Konwencja, według której, w pewnych sytuacjach licytacyjnych, najczęściej po uzgodnieniu koloru młodszego, zgłoszenie nowego koloru lub koloru, licytowanego przez przeciwnika, jest pytaniem o zatrzymanie do bez atu w kolorze licytowanym.

## Wziątka
Inaczej – lewa.

## Zagranie z dołu
Zagranie najniższej karty w danym kolorze (najczęściej blotki o najniższej wartości), powodujące oddanie lewy.

## Zagranie z góry
Zagranie wysokiej karty w danym kolorze (najczęściej asa lub króla), powodujące wzięcie lewy.

## Zagranie z ręki
Zagranie przez rozgrywającego jednej z kart spośród trzymanych przez rozgrywającego w swojej ręce.

## Zagranie ze stołu
Zagranie przez rozgrywającego jednej z kart spośród leżących na stole i widocznych dla przeciwników.

## Zapis nad kreską
Punkty przyznawane za wzięcie nadmiarowych lew lub za wpadkę przeciwników oraz wszelkie premie w zapisie robrowym.

## Zapis pod kreską
Punkty przyznawane za wylicytowane i wzięte lewy (w zapisie robrowym).

## Zasada antycypacji
Zasada, nakazująca przy wyborze odzywki branie pod uwagę możliwego dalszego przebiegu licytacji, na przykład z ręką w układzie 1=3=4=5 w sile 12-14 PC należy otworzyć 1♦ a nie 1♣, gdyż po odpowiedzi 1♠ będziemy mogli zalicytować 2♣, a po otwarciu 1♣ nie mamy sensownego rebidu.

## Zatrzymanie
Posiadanie takiego układu kart, który w danym kolorze powinien pozwolić na wzięcie lewy. Zatrzymaniem jest również nieposiadanie żadnej karty w kolorze dzięki czemu można wziąć lewę na przebitkę. Rozróżniamy zatrzymania I klasy (as lub brak kart w danym kolorze innym niż atutowy), II klasy (król z blotką lub singel w danym kolorze) oraz III klasy (dama z dwiema blotkami).  Także: karta lub karty trzymane przez obrońcę (lub obrońców) w sytuacji przymusowej.

## Zrzutka
Karta zrzucana przez partnera obrońcy. Często może to być sygnał dla partnera (ale też dla rozgrywającego) – wartość karty oraz kolor może być informacją o posiadanych atutach, ich rozłożeniu, liczbie kart (ilościówka) w danym kolorze czy informacji o chęci zmiany wistu (zależnie od ustaleń).

## Zrzutka krakowska
Zob. sygnał krakowski.